# Straßensystem in Belgien
Das Straßensystem in Belgien wird in verschiedene Kategorien unterteilt.

## Straßenkategorien

### A-Straßen
Die belgischen Autobahnen verbinden die wichtigsten Städte des Landes. Sie werden mit einem A beschriftet, wobei meist die Europastraßennummer wichtiger ist. Höchstgeschwindigkeit ist 120 km/h.
Siehe Liste der Autobahnen in Belgien

### N-Straßen
Die Nationalstraßen sind die wichtigsten Überlandstraßen Belgiens. Die heutige Nummerierung des Straßennetzes besteht seit 1986.
Siehe Liste der Nationalstraßen in Belgien

### R-Straße
R-Straßen sind Ringstraßen um große Städte in Belgien. Hierbei wird ein R und eine Nummer eingesetzt.
Siehe Liste der Autobahnringe in Belgien
Siehe Liste der zweistelligen Ringstraßen in Belgien

### B-Straßen
Bei den B-Straßen handelt es sich um Autobahnzubringerstraßen. Die Nummerierung erfolgt durch ein vorangestelltes B und eine nachfolgende, dreistellige Zahl.